# Josef Wieninger
Josef Wieninger (* 10. März 1860 in Wien; † 14. Jänner 1939 ebenda) war ein österreichischer Politiker (CS). 
Wieninger war beruflich als Hausbesitzer und Ministerialrat tätig. Er hatte von 1918 bis 1919 das Amt des provisorischen Bezirksvorstehers des Wiener Gemeindebezirks Innere Stadt inne und war von 1919 bis 1925 Bezirksvorsteher des Bezirks. Danach wechselte er in den Nationalrat und war vom 1. Dezember 1925 bis zum 18. Mai 1927 Abgeordneter zum Nationalrat.